# Nikola Sjekloća
Nikola Sjekloća (født 10. juli 1978 i Niš, Serbien) er en montenegrinsk-serbisk professionel bokser. Hans største sejr er mod franske Hadillah Mohoumadi som han slog på point i Budva i Montenegro den 24. juli i 2012. Udover dette har han tabt pointafgørelser til bemærkelsesværdige navne som Sakio Bika, Arthur Abraham, Callum Smith og Tyron Zeuge.

## Titler
- 2008 WBC Internationale Supermellemvægts-titel
- 2008 WBC Internationale Supermellemvægts-titel.